# First Contact (série australienne)
Pour les articles homonymes, voir First Contact.
First Contact est une série télévisée australienne, en trois épisodes diffusée sur SBS du 18 novembre 2014 au 20 novembre 2014. Présentée par le journaliste Ray Martin (en), elle documente le voyage de six Australiens qui sont invités à se remettre en question sur leurs perceptions vis-à vis des Australiens autochtones : les Aborigènes,.
6 personnes de souche australienne mais non-autochtones s’immergent dans la culture aborigène, et sont contraints de se remettre en question sur leur opinions dans cette expérience sociale confrontante,,. 
Après un voyage de conflit et de découverte, tous les participants se retrouvent en studio avec le public sous la forme d'un forum, pour un épisode de l'émission d'actualité Insight (émission TV australienne) (en), toujours sur SBS.